# سامانتا شوبلین
سامانتا شوبلین (انگلیسی: Samanta Schweblin؛ ۱۹۷۸  – ) یک نویسنده اهل آرژانتین است. وی در سال ۲۰۰۱ برنده کمک‌هزینه ملی هنر شد. شوبلین در برلین آلمان زندگی می‌کند و جوایز بسیاری برای داستان‌های کوتاهش دریافت کرده است.